# Toner

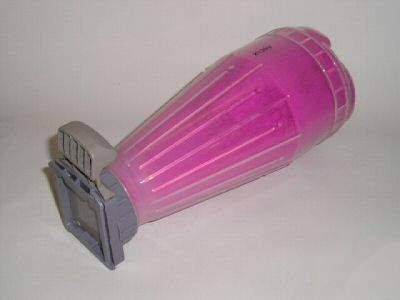
Un cartuş cu toner colorat

Tonerul este o cerneală uscată sub formă de praf care este utilizată în procesul de printare cu o imprimantă laser. Conține material plastic, carbon și oxid de fier pentru culoare. Aceste substanțe sunt amestecate, apoi solidificate și transformate într-o pudră fină.
Containerul în care se află tonerul se numește cartuș.